# モーセサイト
モーセサイト(Mosesite) は、非常に稀な鉱物である。石灰岩とともに、水銀の鉱床中にわずかに産する水銀鉱物である。
アメリカのテキサス州やネバダ州、メキシコのゲレーロ州やケレタロ州で発見されることが知られている。名称は、Alfred J. Moses (1859-1920) 教授が本鉱物をはじめとする様々な新鉱物を発見した功績によるものである。
この鉱物は様々な色合いの黄色を示し、しばしばスピネル双晶を示す。186°C (367°F)に熱すると等軸晶系となる。理論上の比重は7.53である。

## 産出
テキサス州のターリングアにある水銀鉱山で発見され、ネバダ州やメキシコでも見つかっている。モーセサイトは、熱水性の水銀鉱床に低温で形成された二次鉱物である。
メキシコのHuahuaxtlaの鉱山では、浅角の断層面に沿って形成された石灰角礫岩のうねに連なって産出している。これは、この鉱物が酸化で生じた二次鉱物であることを示唆する。この鉱山でモーセサイトが産出したところは、破砕石灰岩体の溶解で生じた洞穴であると考えられている。
モーセサイトは、いずれの産地でもごくまれにしか産出しない。

## 構造
スピネル双晶は、モーセサイトによく含まれる。モーセサイトの結晶構造は、ダイヤモンド構造である。モーセサイトの整然とした単位立方体は、おおよそ9.44 nmx10-1で、{001}、{011}、{116}、{114}、{112}を形成する。メキシコでは、モーセサイトは、大抵は八面体結晶として見つかる。単結晶は稀である。モーセサイトの構造は、ミロン塩基(Hg2NOH・nH2O)に似ている。モーセサイトは、Hg2N+グループの三次元フレームワークで構成されます。面心立方格子構造で、窒素は四面体のsp3結合を形成しながら、水銀原子が線形のsp結合を形成する。モーセサイトの空間群は{\displaystyle F{\bar {4}}3m}である。

## 性質
モーセサイトは、不均等な断裂と不完全なへき開{111}を持つ微小な黄色の結晶である。脆く硬度3.5である。1ヶ月かそれ以上光を当てると、明るいオリーブグリーン色に変化する。条線の色は明るい黄色で、粉末はそれを保持している。この鉱物は多色性を示さず、偏光で不均一な複屈折が見られる。186°C (367°F)に熱すると等方性となる。これは、より高い温度で観察された結晶形と光学的に一致する。それは弱異方性と考察される。屈折率はn = 2.065±0.01である。金剛光沢を持ち、レモンイエローからカナリアイエローとされる。モーセサイトは、塩酸と化学反応を起こし、HgClの残留物を残す。